# Killraven
Jonathan Raven, alias Killraven, de "Warrior of the Worlds", is een fictieve vrijheidsstrijder uit de strips van Marvel Comics. Hij komt voor in strips die zich afspelen in ene post-apocalyptische toekomst van het Marvel Universum genaamd Earth-691.
Killraven werd bedacht door Roy Thomas en Neal Adams. Hij kwam voor het eerst voor in Amazing Adventures #18 (mei 1973).

## Publicatiegeschiedenis
Na het eerste deel dat door verschillende schrijvers en tekenaars was gemaakt, kwam een Killraven strip gemaakt door enkel Gerry Conway, en later Marv Wolfman. Hierna werd de serie lange tijd gemaakt door schrijver Don McGregor van #21 (november 1973) t/m het laatste deel, #39 (november 1976). Tekenaars waren Herb Trimpe, Rich Buckler, Gene Colan, en P. Craig Russell.
Nadat de serie werd stopgezet verscheen nog wel de graphic novel, Killraven, Warrior of the Worlds (Marvel Graphic Novel #7, 1983).

## Biografie
In het fictieve universum van Killraven kwamen de Martianen uit H.G. Wells' roman War of the Worlds nogmaals naar de Aarde in 2001 om wederom te proberen de planeet te veroveren (later werd beken dat het geen Martianen waren maar een ander buitenaards ras, dat Mars slechts als tussenstop gebruikte). Ditmaal slaagde hun aanval en de mensheid werd tot slaven gemaakt. Ze moesten onder andere vechten als gladiatoren ter vermaak van de aliens.
Jonathan Raven, beter bekend onder de gladiatornaam Killraven, was zo’n gladiator. Hij kon ontsnappen met behulp van de "keeper", maar moest zijn broer Deathraven achterlaten. Hij sloot zich aan bij de Freemen, een verzetsgroep tegen de Aliens.
Het verhaal volgt Killraven en zijn medestrijders van 2018 t/m 2020, terwijl ze door het oostelijke deel van Noord-Amerika reizen op zoek naar Killravens verloren broer. Ze werden opgejaagd door de cyborg Skar. De Freemen kwamen veel slachtoffers tegen van Martiaanse experimenten. Volgens schrijver McGregor werden enkele ideeën die niet meer verwerkt konden worden in de strip omdat deze werd stopgezet verwerkt in zijn graphic novel Sabre.
De Freemen vinden later Killravens’ broer, maar ontdekken dat hij voor de aliens werkt.

### Extra cast
Killravens Freemen bondgenoten zijn onder andere zijn Afro-Amerikaanse vriend M’Shulla Scott, de wetenschapper Carmilla Frost, de cynische en verbitterde Hawk, de supersterke Old Skull, de Mae West-achtige Volcana Ash, de mens/plant hybride Mint Julep en Grok, de kloon van Carmilla’s vader.
Tegenstanders van de groep zijn in eerste instantie de aliens en Skar. Andere zijn de Pstun-Rage, de Death-Breeders, Atalon the Fear Master, de Sacrificer en Abraxas.

## Alternatieve versie
Er bestaan alternatieve versies van Killraven in andere Marvel verhalen.
- Er bestaat onduidelijkheid onder fans of de Killraven uit Amazing Adventures dezelfde is als uit Guardians of the Galaxy. Volgens het officiële handboek van Marvel zijn ze hetzelfde.
- In de 1998-1999 miniserie Avengers Forever kwam Killraven voor als lid van een Avengersteam uit een alternatieve toekomst (Earth-9930). Deze groep werd geleid door Black Panther.
- Alan Davis' 2002 miniserie Killraven (Earth-2120) toonde een alternatieve variatie op de originele Killraven serie.

## Film
Hollywood maakte in 2005 bekend een film te willen maken van Killraven samen met Marvel en Sony Pictures. Er zou worden onderhandeld met Robert Schenkkan voor een script.

## Trivia
- Neal Adams’ oorspronkelijke idee was dat Killraven de zoon zou zijn van een Doc Savage archetype.[3]
- Killravens verhaal vertoont overeenkomsten met Battlefield Earth, waarin ook een groep ex-slaven vechten tegen buitenaardse bezetters.

## Voetnoten
1. ↑  Sci Fi Magazine (Aug. 2005): "Brave New Worlds" (p. 33; side story, "We Are the Worlds")
2. ↑  Rotten Tomatoes: News: "Sony to Bring Old-School Comic 'Killraven' to the Big Screen"
3. ↑  Comic Book Artist #3 (Winter 1999): Neal Adams interview. Gearchiveerd op 5 januari 2009. Geraadpleegd op 6 februari 2010.